# 桓偉
桓偉（？—？），字幼道，譙國龍亢（今安徽懷遠）人。東晉大司馬桓溫之五子。桓熙、桓濟、桓歆、桓禕之弟，桓玄之兄。

## 生平
桓偉性格平厚篤實，在藩國中深受士人和庶民所敬重。後來任使持節、都督荊州、益州、甯州、秦州及梁州五州的軍事，又歷任安西將軍、領南蠻校尉、荊州刺史、西昌侯，贈驃騎將軍、開府儀同三司，是眾兄弟中的出色人物。桓偉是桓玄所倚重的兄長，桓偉死後，桓玄一方面以桓脩、桓石康等人代其職，另一方面又想到桓偉死後自己無所依靠，四方積怨又深，因此促成他謀反不臣之心。

## 子
- 桓濬，袭爵，为辅国将军
- 桓邈，桓玄称帝后，封西昌县王